# Hungarian International 2003
Die Hungarian International 2003 fanden vom 30. Oktober bis zum 2. November 2003 in Budapest statt. Es war die 28. Auflage dieser internationalen Meisterschaften im Badminton von Ungarn.

## Sieger und Platzierte
| Disziplin    | Gold                                | Silber                            | Bronze                            |
| ------------ | ----------------------------------- | --------------------------------- | --------------------------------- |
| Herreneinzel | Jang Young-soo                      | Per-Henrik Croona                 | Vladislav Druzchenko              |
| Herreneinzel | Jang Young-soo                      | Per-Henrik Croona                 | Jim Ronny Andersen                |
| Dameneinzel  | Susan Hughes                        | Ha Jung-eun                       | Lee Eun-woo                       |
| Dameneinzel  | Susan Hughes                        | Ha Jung-eun                       | Tatiana Vattier                   |
| Herrendoppel | Hwang Ji-man Lee Jae-jin            | Jeon Jun-bum Yoo Yeon-seong       | Jochen Cassel Joachim Tesche      |
| Herrendoppel | Hwang Ji-man Lee Jae-jin            | Jeon Jun-bum Yoo Yeon-seong       | Imanuel Hirschfeld Jörgen Olsson  |
| Damendoppel  | Kamila Augustyn Nadieżda Kostiuczyk | Elena Shimko Marina Yakusheva     | Alexandra Olariu Florentina Petre |
| Damendoppel  | Kamila Augustyn Nadieżda Kostiuczyk | Elena Shimko Marina Yakusheva     | Ha Jung-eun Oh Seul-ki            |
| Mixed        | Nikolai Sujew Marina Yakusheva      | Dmitry Miznikov Natalia Golovkina | Jörgen Olsson Frida Andreasson    |
| Mixed        | Nikolai Sujew Marina Yakusheva      | Dmitry Miznikov Natalia Golovkina | Lee Eun-woo Lee Jae-jin           |